# Шоктал
Шоктал (каз. Шоқтал) — село в Аккулинском районе Павлодарской области Казахстана. Входит в состав Шакинского сельского округа. Код КАТО — 555257500.

## Население
В 1999 году население села составляло 348 человек (182 мужчины и 166 женщин). По данным переписи 2009 года, в селе проживали 223 человека (122 мужчины и 101 женщина).